# 城巴A23線
城巴A23線是香港一條機場巴士路線，屬由城巴有限公司營辦的「城巴機場快線」之一，於2020年1月6日起投入服務，來往慈雲山（北）至機場，途經斧山、竹園、樂富、九龍塘、石硤尾、深水埗、長沙灣及美孚，並取道荃灣路、青衣北岸公路、青嶼幹線及北大嶼山公路往返港珠澳大橋香港口岸及香港國際機場（客運大樓及航天城），全程收費為$40.8。

## 歷史
城巴E23線於2009年1月5日把九龍市區總站由彩虹遷至慈雲山（南）後，提供了日間時段往返慈雲山和香港國際機場的服務，但該路線僅覆蓋慈雲山南部，慈雲山大部分地區與斧山道沿線屋苑仍沒有日間機場巴士服務。此外，隨著啟德發展區的住宅陸續落成，預計人口及交通需求會持續上升，但當時未有巴士服務連接該處與機場。
為加強來往慈雲山、新蒲崗、啟德、土瓜灣、黃埔等地的機場巴士服務，及配合廣深港高速鐵路香港段通車，城巴及運輸署在《2018－2019年度巴士路線計劃》中，建議開辦一條全新城巴機場快線，編號為A23，全日來往慈雲山（北）及機場（地面運輸中心），途經斧山、新蒲崗、啟德、土瓜灣道、黃埔花園及佐敦後，沿連翔道、青葵公路、長青隧道及青嶼幹線往返香港國際機場。運輸署於2019年8月提交修訂方案，此線往機場方向繞經海逸豪園巴士總站，而來回方向亦改經西九龍公路及青沙公路往返青嶼幹線，往機場方向的頭班車時間亦提早至05:10。
A23線於2020年1月6日開辦，惟和原建議不同是，此線來回程繞經港珠澳大橋香港口岸，加上二號客運大樓已關閉，此路線往機場（地面運輸中心）方向不經該處。好景不常，2019冠狀病毒病疫情於同年爆發，此線往慈雲山（北）方向的服務時間於2月17日起縮短為11:40至23:40，更於同年4月1日起暫停服務。
此外，A23線投入服務後在九龍市區走線相當迂迴，令黃大仙區議會十分不滿，批評此線需約100分鐘才能到達機場，是「A車收費，E車服務」，要求服務該區的機場巴士路線不應再繞經九龍城區。另一方面，石硤尾一直未有任何機場巴士服務，當局亦僅提供新巴702線與城巴A21線之八達通轉乘優惠「服務」該區居民往返機場。因此，城巴及運輸署於《2021－2022年度巴士路線計劃》中，建議大幅修改A23的服務範圍，此線來回程改經鳳德邨、竹園、樂富、九龍塘（歌和老街）、石硤尾及長沙灣道往返慈雲山及機場，長沙灣道至慈雲山路段與2F完全相同，也減輕2F線的負荷，原有於啟德、土瓜灣道及黃埔花園的機場巴士服務，則由全新城巴機場快線路線A25取代。沿線區議會普遍支持重組計劃，但關注路線服務水平，亦對走線細節有較多意見，建議亦獲區議會通過。但受2019冠狀病毒病疫情影響，往返機場的需求量大跌，相關改動遲遲未能落實。直至疫情於2023年逐漸緩和，以及在區議員不斷爭取下，此線於2023年4月29日恢復星期六、日及公眾假期服務，並同時採用《2021－2022年度巴士路線計劃》中建議的改道安排，惟慈雲山開出之班次服務時間縮短為08:10至20:10；同時為配合較早前屯門赤鱲角隧道公路通車而實施的交通安排，往機場方向依原有路線駛至順匯路後，改經赤鱲角路、東榮路及機場路前往一號客運大樓。同年11月13日起，此線恢復星期一至五服務，由慈雲山開出之班次服務時間為05:10、06:10及07:10，由機場開出之班次服務時間為21:10、22:10、23:10及00:10，同時星期六、日及公眾假期由慈雲山開出頭班車提早至05:10。
城巴及運輸署在《2023－2024年度巴士路線計劃》中，建議A23線位於機場的總站遷往航天城；同年6月的修訂方案中，則改為建議此路線維持原有起訖點，來回程繞經航天城。隨着航天城交通總匯於2023年11月26日啟用，此路線來回程亦於當日起繞經該處。同年12月18日起，此路線每日由慈雲山開出之尾班車時間回復至21:40，星期一至五由機場開出之頭班車時間回復至11:10。

## 服務時間及班次
A23線往機場方向全日提供服務；往慈雲山（北）方向則於上午繁忙時間過後提供服務。以下服務時間及班次資訊以最近一次更新時為准。
| 慈雲山（北）開       | 慈雲山（北）開 | 慈雲山（北）開 | 機場開 | 機場開       | 機場開       |
| 日期                 | 服務時間       | 班次（分鐘）   | 日期   | 服務時間     | 班次（分鐘） |
| -------------------- | -------------- | -------------- | ------ | ------------ | ------------ |
| 星期一至五           | 05:10－15:40   | 30             | 每日   | 11:10－00:10 | 30           |
| 星期一至五           | 15:40－21:40   | 60             | 每日   | 11:10－00:10 | 30           |
| 星期六、日及公眾假期 | 05:10－21:40   | 30             | 每日   | 11:10－00:10 | 30           |

## 收費
A23線全程收費為$40.8，並設12歲以下小童及65歲或以上長者半價優惠，惟此線並不受長者及合資格殘疾人士公共交通票價優惠計劃中的$2票價優惠覆蓋。乘客登車時需以現金或八達通卡繳付車資，不設找贖；而每位成人乘客可免費帶同最多兩名四歲以下而且不佔座位的兒童乘車。此外，乘客亦可使用指定電子支付工具繳付車資，使用此支付方式的乘客可享有與其他城巴獨營路線或聯營線城巴班次之轉乘優惠，惟不適用於與非城巴路線之轉乘優惠，乘客亦不能享有「公共交通費用補貼計劃」。
A23線沿途分段收費如下：
| 上車地點＼落車地點 | 機場   | 慈雲山（北） |
| ------------------ | ------ | ------------ |
| 怡閣苑起           | $34.6  | 不適用       |
| 青嶼幹線巴士轉乘站 | $17.8  | $27.3        |
| 航天城             | $4.2   | 不適用       |
| 葵涌交匯處起       | 不適用 | $7.3         |

此外，合資格的機場及港珠澳大橋香港口岸員工，持已向城巴登記「認可僱員身份」的實體個人八達通卡，可以每程$28.2優惠價乘搭此路線（青嶼幹線巴士轉乘站往機場／港珠澳大橋香港口岸則為$17.7）。相關乘客需在登車時向車長出示該八達通卡正面，獲得車長確認後以該卡繳付車費，優惠亦不能與其他轉乘優惠（青嶼幹線及將軍澳隧道巴士轉乘計劃除外）及即日來回優惠共用；而任何乘客乘搭此線往機場方向，然後於同一服務日內乘搭任何一條城巴機場快線日間路線往市區方向，即日來回機場／港珠澳大橋香港口岸／青嶼幹線巴士轉乘站及市區，次程可享半價優惠。該優惠只適用於來回程均使用八達通或指定電子支付工具的乘客。

## 使用車輛
A23線使用6輛雙層空調巴士行走，主要採用城巴機場快線車隊的豪華版Enviro500 MMC 12米（80XX）行走。

## 行車路線
A23線由慈雲山（北）開出之班次途經慈雲山道、惠華街、慈雲山（中）巴士總站、惠華街、慈雲山道、蒲崗村道、斧山道、鳳德道、沙田坳道、黃大仙道、馬仔坑道、鳳舞街、富美街、竹園道、聯合道、窩打老道、歌和老街、南昌街、元州街、欽州街、長沙灣道、荔枝角道、葵涌道、荃灣路、青荃路、青衣北岸公路、青衣西北交匯處、青嶼幹線、北大嶼山公路、順朗路、順暉路、順匯路、赤鱲角路、東榮路、機場路、暢航路、機場路、機場南交匯處、暢連路、航天城交匯處、航天城路、航天城第二街、航天城交通總匯、航天城第三街、航天城東路、航天城交匯處、暢連路、機場南交匯處及暢連路前往機場；由機場開出之班次途經暢連路、機場南交匯處、暢連路、航天城交匯處、航天城路、航天城第二街、航天城交通總匯、航天城第三街、航天城東路、航天城交匯處、赤鱲角路、順暉路、順匯路、赤鱲角路、順朗路、北大嶼山公路、青嶼幹線、青衣西北交匯處、青衣北岸公路、青荃路、荃灣路、葵涌道、長沙灣道、南昌街、歌和老街、窩打老道、聯合道、竹園道、富美街、鳳舞街、黃大仙道、沙田坳道、鳳德道、斧山道、蒲崗村道、慈雲山道、惠華街、雲華街及慈雲山道前往慈雲山（北），具體停站請參考資訊框。

## 使用狀況
根據《2021－2022年度巴士路線計劃》，A23線最繁忙一小時的載客率為23%。